# Doris Fischer (Wirtschaftswissenschaftlerin)

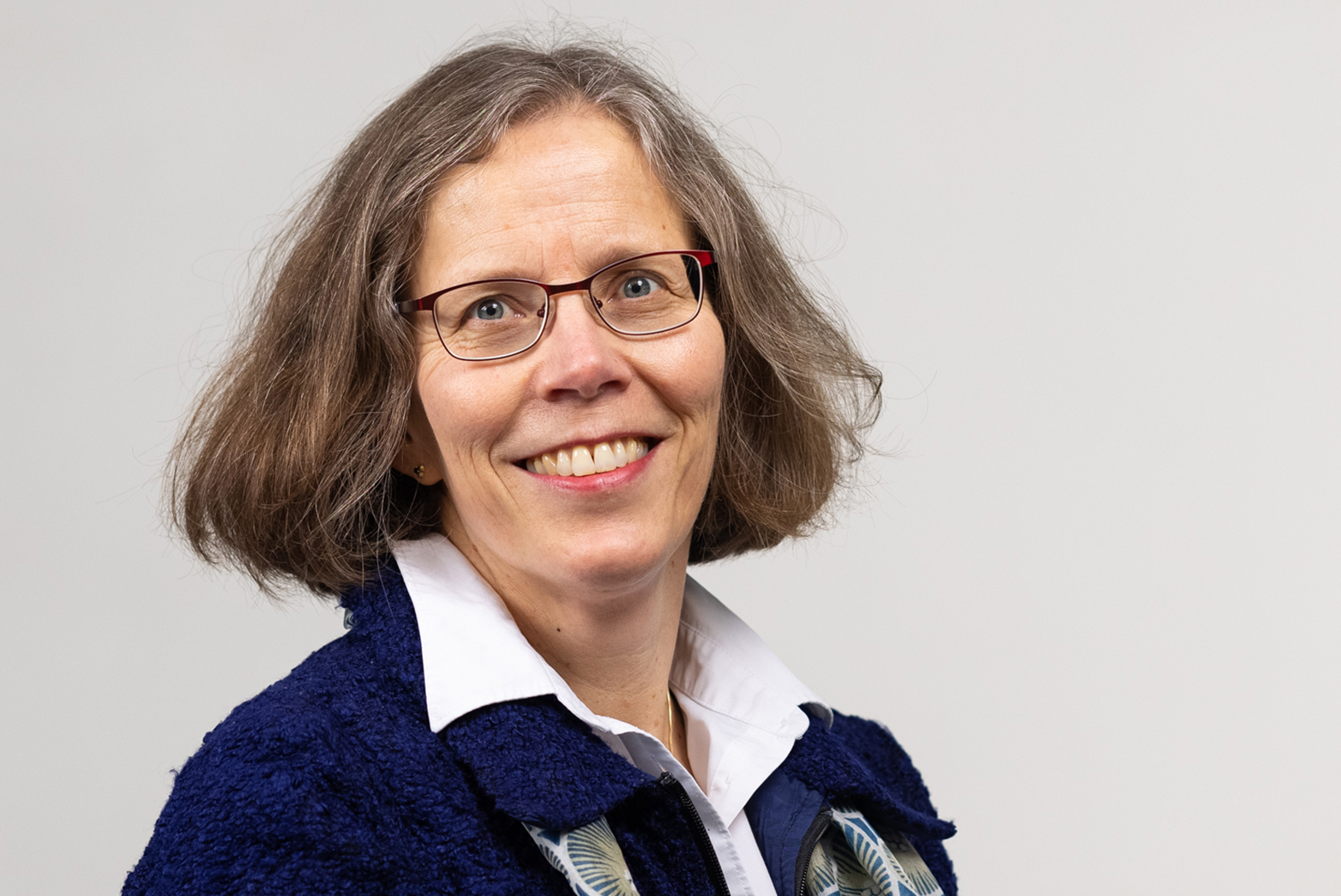
Porträtfoto von Doris Fischer (Wirtschaftswissenschaftlerin)

Doris Fischer (* 1965 in Prien am Chiemsee) ist eine deutsche Wirtschaftswissenschaftlerin und Sinologin an der Julius-Maximilians-Universität Würzburg. Sie leitet dort den Lehrstuhl für China Business and Economics.

## Leben
Doris Fischer studierte von 1984 bis 1991 Betriebswirtschaftslehre und Sinologie in Hamburg und Wuhan. 1999 promovierte sie im Fach Volkswirtschaftslehre an der Universität Gießen.
Danach arbeitete sie als Hochschulassistentin des Instituts für Ostasienwissenschaften der Universität Duisburg und als wissenschaftliche Referentin am Deutschen Institut für Entwicklungspolitik (DIE) in Bonn. Als Gastprofessorin lehrte und forschte sie an der Wirtschaftswissenschaftlichen Fakultät der Seikei-Universität (Tokio) und im Bereich Sinologie der Freien Universität Berlin.
Seit 2012 leitet sie den Lehrstuhl für China Business and Economics der Julius-Maximilians-Universität Würzburg. Der Würzburger Universitätsrat wählte sie zum 1. April 2021 mit einer Amtszeit von drei Jahren zur Vizepräsidentin der Universität. In dieser Funktion ist sie für das Ressort „Internationalisierung und Alumni“ zuständig.

## Forschung
Doris Fischer forscht zu den Themen Wettbewerb, Regulierung und Industriepolitik. Im Mittelpunkt ihrer Arbeit stehen Chinas Wirtschaftspolitik und die damit verbundenen Anreizstrukturen für ökonomische Akteure.
Von 2010 bis 2012 koordinierte sie im Auftrag des Deutschen Instituts für Entwicklungspolitik das internationale Forschungsprojekt „Technological Trajectories for Climate Change Mitigation in China, Europe and India“. An dem Projekt wirkten Partner vom Institute of Development Studies (Sussex), von der School of Public Policy and Management of Tsinghua University (Peking) sowie vom Indian Institute of Development (Delhi) mit.
In ihren aktuellen Forschungsprojekten untersucht sie unter anderem die Rolle und Ausgestaltung von Industriepolitik für die Energiewende unter der Führung von Xi Jinping sowie die Auswirkungen des chinesischen Sozialpunktesystems auf Unternehmen und globale Regeln.

## Publikationen (Auswahl)
- Krause, Theresa; Fischer, Doris (2020): An Economic Approach to China’s Social Credit System, in: Everling, O. (ed.): Social Credit Rating, Springer, 437-453.

- Dowling, Michael / Fischer, Doris et al. (eds.) Deutsch-chinesische Innovationspartnerschaft: Rahmenbedingungen, Chancen und Herausforderungen – Die Policy Briefs der deutschen DCPI Expertengruppe 2017-2019, metropolis: Marburg 2020.

- Fischer, Doris: Neuartige Innovationsmuster in der chinesischen Industrie – Entrepreneurship in China, in: Freimuth, Joachim; Schädler, Monika (eds.) Chinas Innovationsstrategie in der globalen Wissensökonomie, Springer Gabler 2017, 179-203.

- Fischer, Doris: Perspectives for Economic Research on China, in: ASIEN 144 (July 2017), 58–69.

- Fischer, Doris: "Green growth" or "System Transition"? Competing Discourses of China's Past Economic Success and Future Perspectives, in: Comparativ (Special edition "Multiple Futures -Africa, China, Europe) 26 (2016): 2, 42-55.

- Fischer, Doris: Green industrial policies in China - The example of solar energy, in: Pegels, A. (ed.), Green industrial policies in emerging countries, Routledge 2014, 69-103.

- Fischer, Doris / Müller-Hofstede, Christoph (eds.): Länderbericht China, Bonn: Bundeszentrale für politische Bildung, 2014.

- Becker, Bastian / Fischer, Doris: Promoting renewable electricity generation in emerging economies, in: Energy Policy 56 (2013), 446-455.

- Berger, Axel, Fischer, Doris, Lema, Rasmus, Schmitz, Hubert, and Urban, Frauke: China–Europe Relations in the Mitigation of Climate Change: A Conceptual Framework, in: Journal of Current Chinese Affairs 42 (2013), 1, 71-98.

- Altenburg, Tilman / Fischer, Doris / Bhasin, Shikha Bhasin: Sustainability-oriented innovation systems compared: Developing e-mobility in China, France, Germany and India, in: Innovation and Development 2 (1), (Special Issue: Sustainability-oriented innovation systems in China and India), 2012, 67-85.

- Fischer, Doris: Challenges of low carbon technology diffusion: insights from shifts in China’s photovoltaic industry development, in: Innovation and Development 2 (1), (Special Issue: Sustainability-oriented innovation systems in China and India), 2012, 131-146.

- Fischer, Doris: Comparing transitions: Insights from the economic transition processes in former socialist countries for sustainability transitions, in: Osteuropa-Wirtschaft 55 (2010), 4, 289-310.

- Doris Fischer: Politische Ökonomie und Kaderkapitalismus. In: China. Springer Berlin Heidelberg, Berlin, Heidelberg 2023, ISBN 978-3-662-66559-6, S. 101–106, doi:10.1007/978-3-662-66560-2_11 (springer.com [abgerufen am 8. März 2024]).

- Fischer, Doris: Aufbau einer Wettbewerbsordnung im Transformationsprozeß: Problematisierung am Beispiel der wettbewerbstheoretischen Diskussion und der Wettbewerbspolitik in der VR China, (Duisburger Schriftenreihe zur Ostasienforschung, No. 13), Nomos: Baden-Baden 2000 (Dissertation at Department of Economics, Justus-Liebig-Universität Gießen 1999).

## Engagements
Von 2017 bis 2019 war Doris Fischer Vorsitzende der Expertengruppe für die Deutsch-Chinesische Plattform Innovation sowie Sprecherin des Arbeitskreises Sozialwissenschaftlicher Chinaforschung. Von 2019 bis 2021 war sie Vorsitzende der Deutschen Gesellschaft für Asienkunde.
Sie ist Mitglied der Auswahlkommission für das DAAD-Programm Sprache und Praxis China und begutachtet(e) Projekte für die Deutsche Forschungsgemeinschaft, die Alexander-von-Humboldt-Stiftung, die Volkswagenstiftung sowie Beiträge für Fachzeitschriften wie Energy Policy, Journal of Environment and Development, Journal of Current Chinese Affairs, China: An International Journal, Climate Policy, Journal of Development Studies, Asien, Issues & Studies, Asian Economic Journal, The China Quarterly.
Gemeinsam mit Jörn-Carsten Gottwald und Katja Levy ist Doris Fischer Herausgeberin der Schriftenreihe „China – Politics and Economics“ im Nomos Verlag.